# Molineux Stadium
Molineux Stadium är en fotbollsarena i Wolverhampton i England som är hemmaarena för Wolverhampton Wanderers sedan 1889.
I början av 1990-talet genomfördes en omfattande renovering för att bygga om arenan till enbart sittplatser. Man byggde tre nya läktare, den sista blev färdig i december 1993. Den fjärde läktaren, John Ireland Stand, byggdes redan 1979 och tillsammans med de tre nya läktarna blev den totala publikkapaciteten 28 525 åskådare, varav alla sittplatser. Ytterligare utbyggnad med en ny läktarsektion inför säsongen 2012/13 medförde att publikkapaciteten ökade till det nuvarande 30 852 åskådare.
Molineux Stadium hade under många år engelska ligans största "goal stand", det vill säga en ståplatsläktare bakom (en rektangulär arenas) kortsida, vid ett av målen, avsedd för klubbens hemmasupporters. Denna jätteläktare hette South Bank Stand och här fanns plats för drygt 32 000 stående åskådare (varav cirka 12 500 under tak), vilket motsvarade en god bit över hälften av hela den dåtida arenans kapacitet.